# Храм Великого колокола
Храм Великого колокола, или (кит. трад. 大鐘寺, упр. 大钟寺, пиньинь Dàzhōng Sì-Дачжун сы), первоначально известный как храм Цзюешэн (кит. трад. 覺生寺, упр. 觉生寺, пиньинь Juéshēng Sì) — буддийский храм на Бэйсаньхуанской дороге в Пекине, КНР.
Храм Великого колокола был построен в 1733 при императоре Юнчжэне династии Цин (1644—1911). Храм назван так за колокол «Юнлэ» находящийся в храме, отлитый в царствование Юнлэ (1403—1424) династии Мин (1368—1644). В соответствии с АНК, звук колокола достигает 120 децибел и слышится за 50 км от храма. Многие музыкальные эксперты, включая специальстов из Института акустики нашли звук богатым, глубоким и мелодичным. Его частота колеблется от 22 до800 герц.

Согласно about.com: 
Юнлэ - Большой колокол, весит около 46 тонн, высота 5,5 метра и диаметр 3,3 метра. Колокол известен не только благодаря своим размерам, но выгравированным текстом религиозного содержания из 230 000 иероглифов.
About.com

## Краткая хронология
- зима 1733—1734 — открыт по указу Юнчжэна. Получил статус храма, под покровительством Императорского Дома.
- 1743 — Цяньлун пожаловал храму Большой колокол Юнлэ, с тем, чтобы монахи молились за здоровье Императора.
- 1787 — Цяньлун приказывает монахам постоянно молиться о дожде. Молебны не прекращаются до конца империи.
- 1929 — Китайская Республика выдала храму лицензию на работу.
- 1957 — национализирован и закрыт. Храм начал разрушаться.
- 1980 — Городским Советом принято решение о реконструкции.
- 1984 — реконструирован и превращён в музей.
- 1985- открыт в качестве музея.
- 1996 — включён в Охраняемые Памятники КНР.

## Настоятели
Полный список не сохранился (или не опубликован). 

Известные настоятели:
- 超成 — Чао Чэн с 1746/1747
- 徹悟 — Чэу (ясно-пониающий). Настоятель с 1792 до 1810 (отставка)
- 崇理杲鑒 — Чунли Гаоцзянь. Стал 32-м главой Хуаянь.
- 海峰源亮 — Хайфэн Юаньлян.
- 雲升 — Юнь Шэн. Коней XIX — начало XX века. Был настоятелем много лет, провёл ремонт храма.
- 普順 — Пу Шунь. До 1927 года.
- 體仁 — Ти Жэнь. С 1927 по 1938. Последний настоятель

## Изображения

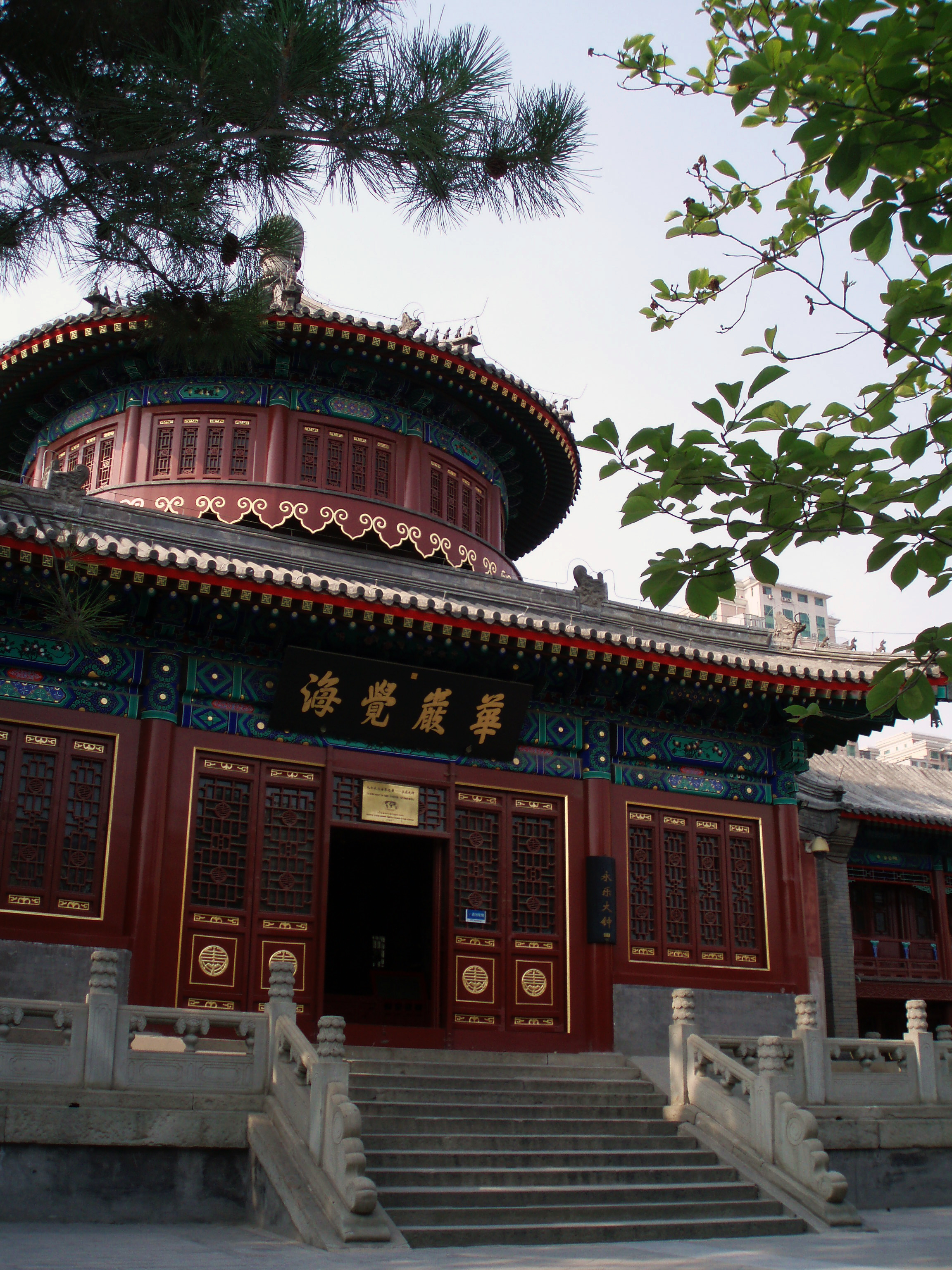
Колокольня
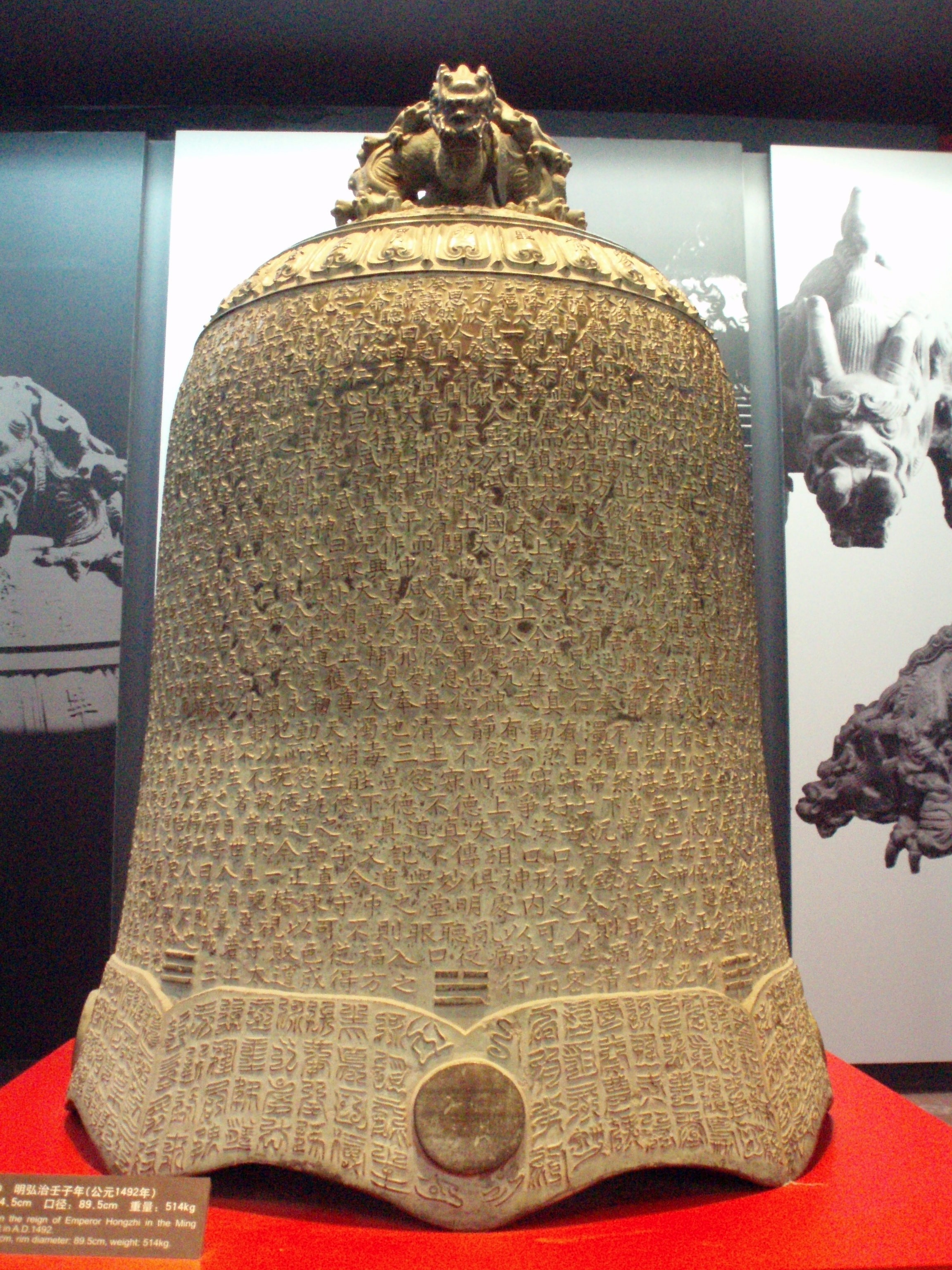
Колокой отлит при Мин
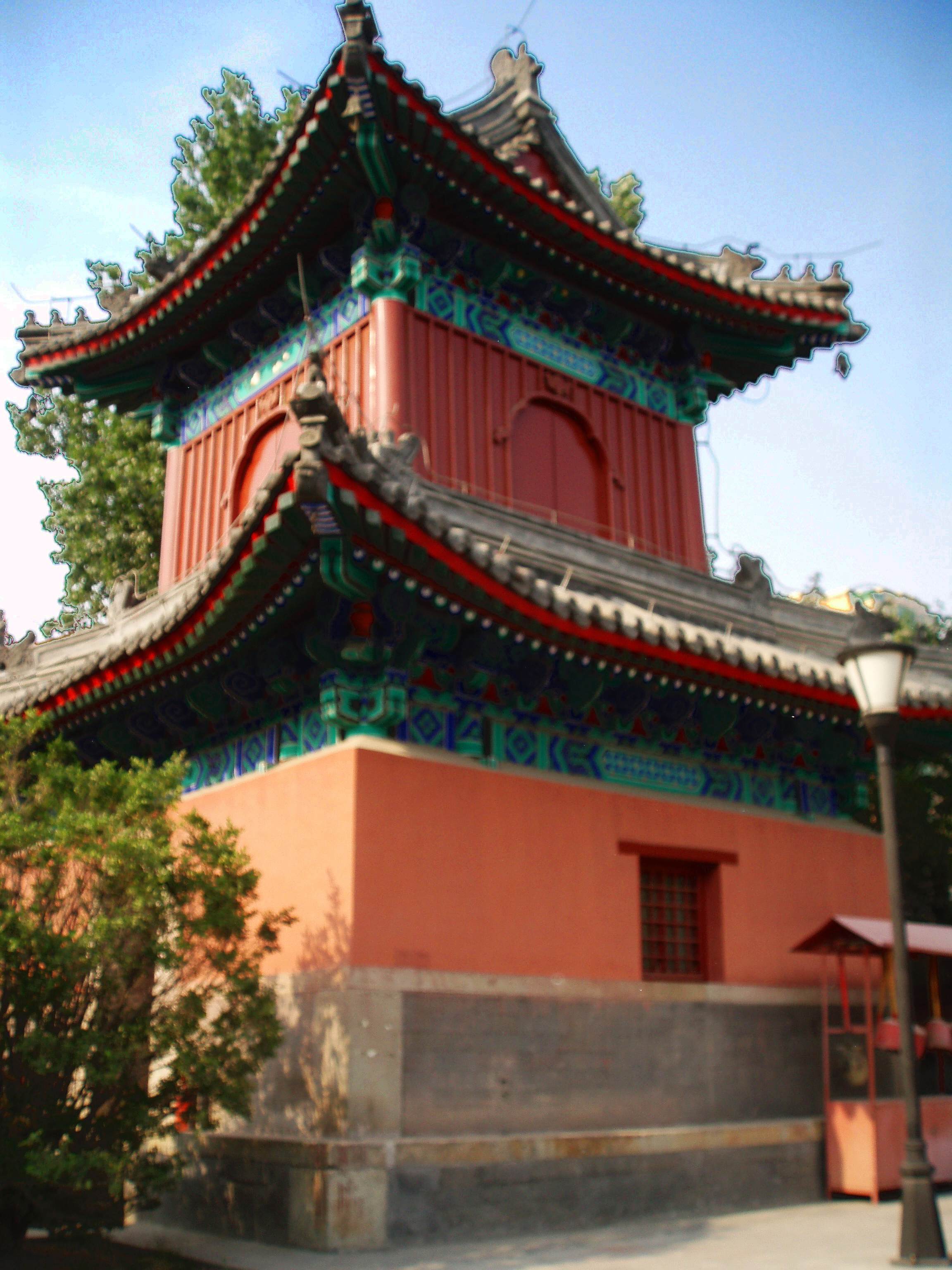
Храмовая барабанная башня
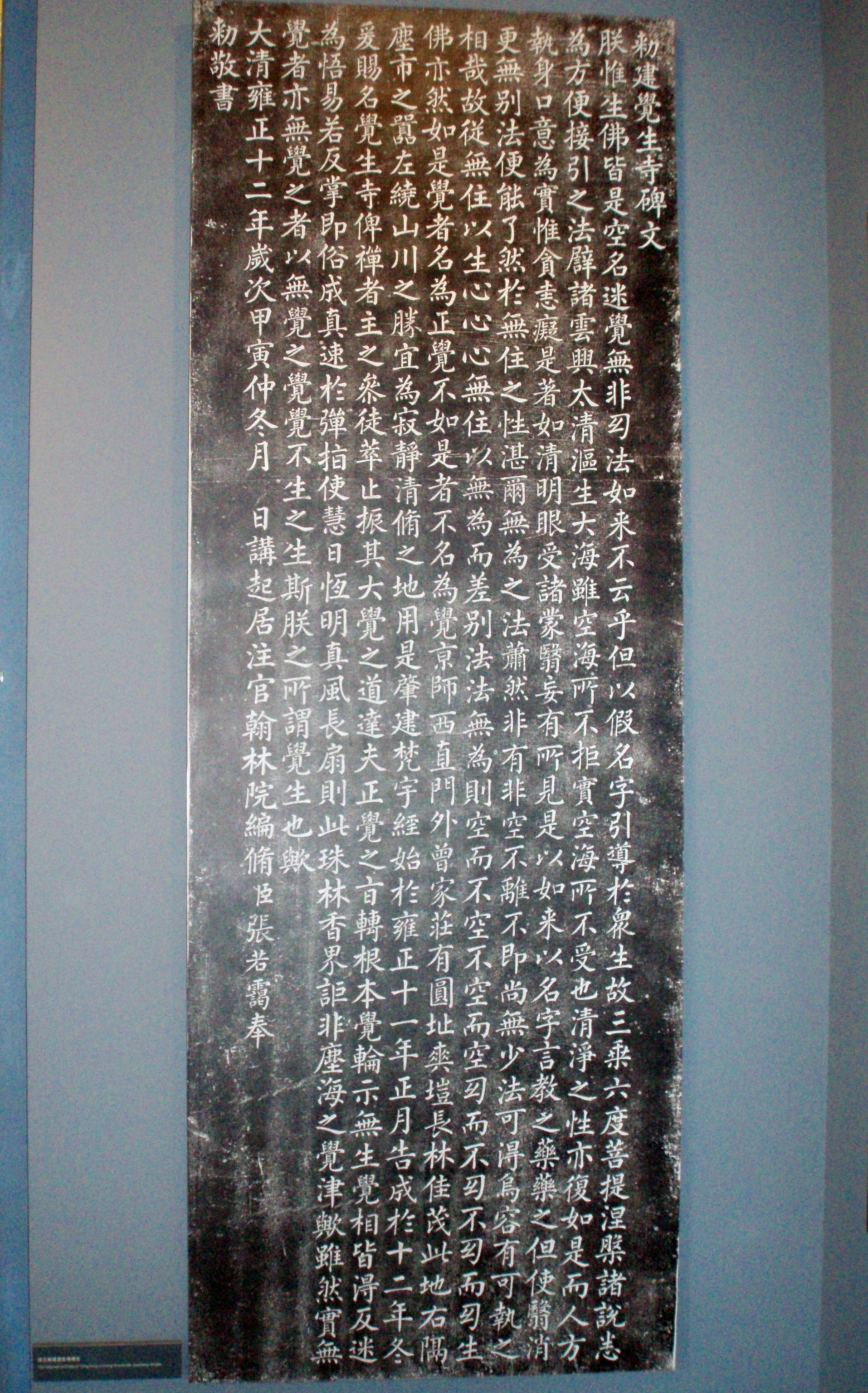
Вывеска храма

### На английском
- China tour. The Big Bell Temple Архивная копия от 17 сентября 2008 на Wayback Machine